# 橋本勝
橋本 勝（はしもと まさる、1942年 - ）は、日本のイラストレーター、作家、政治評論家、映画評論家。東京都出身。

## 人物
主に社会風刺、政治風刺の題材の一コマ漫画を手がける。また、映画に関する作品もあり、イラストつきの映画評論でも知られている。
チャップリンやガンジーなど歴史上の人物からオバマ大統領など、実在の人物を戯画的に描いている。日本人でも、小泉純一郎や、麻生太郎、鳩山由紀夫などを描いた。フォー・ビギナーズ・シリーズの単行本（現代書館）を多数執筆。本多勝一『貧困なる精神』のイラストを手がけるほか、『週刊金曜日』にもイラストを提供している。
信条は、世界平和の実現、非暴力、死刑反対。自由民主党など、日本の保守勢力に批判的。特に、最近の新自由主義的政策については痛烈に批判している。また、警察の監視体制を批判している。
最近はトークライブで、紙芝居「子ども日本国憲法」を披露する活動も行っている。

## 主な作品

### 単著
- 『聖シネマ―映画は人でなし達のユートピアである』（1977年12月、白川書院）
- 『映画の絵本 マイシネマ・マイイラスト』（1981年1月、旺文社）
- フォー・ビギナーズ・シリーズ『チャップリン』（1986年3月、現代書館）
- 『イラスト 戦争ってナンダ!? 』（1988年2月、現代教養文庫）
- 『映画の名画座 259本だてイラスト・ロードショウ』（1990年8月、現代教養文庫）
- 『どうもニッポン―イラスト辛口日本案内』（1990年12月、筑摩書房）
- フォー・ビギナーズ・シリーズ『黒澤明』（1996年7月、現代書館）
- 『366日、映画を楽しむための案内書』（1996年10月、ごま書房）
- フォー・ビギナーズ・シリーズ『スピルバーグ』（2000年2月、現代書館）
- 『2002年の365日』（2003年11月、ふゅーじょんぷろだくと）
- 『PEACE 戦争と平和のアルファベット絵本』（2004年1月、七つ森書館）
- 『映画20世紀館』（2008年9月、花伝社）
- 『憲法絵本 生きる!生かせ!日本国憲法』（2009年2月、花伝社）

### 共著
- フォー・ビギナーズ・シリーズ『教科書』（1984年7月、現代書館）共著：上野清士
- フォー・ビギナーズ・シリーズ『日本の警察』（1984年11月、現代書館）共著：西尾漠
- フォー・ビギナーズ・シリーズ『非暴力』（1987年2月、現代書館）共著：阿木幸男
- 『脱原発しかない　バクとマサルのイラスト・ノート』（1988年12月、第三書館）共著：西尾漠
- 『バイバイ核兵器』（1990年6月、第三書館）共著：前田哲男
- フォー・ビギナーズ・シリーズ『死刑』（1991年3月、現代書館）共著：前坂俊之
- フォー・ビギナーズ・シリーズ『にっぽん』（1995年5月、現代書館）共著：ブレンダン・ダズウェル
- 『世界を変える非暴力―暴力連鎖は人類の破滅だ。今こそ非暴力を!! 』（2010年3月、現代書館）共著：阿木幸男